# Llista d'asteroides/155301-155400
| Nom      | Designació provisional | Data de descobriment   | Lloc de descobriment | Descobridor/s                                          |
| -------- | ---------------------- | ---------------------- | -------------------- | ------------------------------------------------------ |
| 155301 - | 2005 YU43              | 25 de desembre de 2005 | Kitt Peak            | Spacewatch                                             |
| 155302 - | 2005 YS46              | 25 de desembre de 2005 | Kitt Peak            | Spacewatch                                             |
| 155303 - | 2005 YU53              | 22 de desembre de 2005 | Kitt Peak            | Spacewatch                                             |
| 155304 - | 2005 YE57              | 24 de desembre de 2005 | Kitt Peak            | Spacewatch                                             |
| 155305 - | 2005 YU73              | 24 de desembre de 2005 | Kitt Peak            | Spacewatch                                             |
| 155306 - | 2005 YA75              | 24 de desembre de 2005 | Palomar              | NEAT                                                   |
| 155307 - | 2005 YB133             | 26 de desembre de 2005 | Kitt Peak            | Spacewatch                                             |
| 155308 - | 2005 YA137             | 26 de desembre de 2005 | Mount Lemmon         | Mount Lemmon Survey                                    |
| 155309 - | 2005 YS141             | 28 de desembre de 2005 | Mount Lemmon         | Mount Lemmon Survey                                    |
| 155310 - | 2005 YF156             | 26 de desembre de 2005 | Mount Lemmon         | Mount Lemmon Survey                                    |
| 155311 - | 2005 YW159             | 27 de desembre de 2005 | Kitt Peak            | Spacewatch                                             |
| 155312 - | 2005 YC168             | 28 de desembre de 2005 | Kitt Peak            | Spacewatch                                             |
| 155313 - | 2005 YZ170             | 29 de desembre de 2005 | Kitt Peak            | Spacewatch                                             |
| 155314 - | 2005 YW206             | 27 de desembre de 2005 | Kitt Peak            | Spacewatch                                             |
| 155315 - | 2005 YM219             | 31 de desembre de 2005 | Socorro              | LINEAR                                                 |
| 155316 - | 2005 YP275             | 21 de desembre de 2005 | Kitt Peak            | Spacewatch                                             |
| 155317 - | 2005 YU283             | 28 de desembre de 2005 | Mount Lemmon         | Mount Lemmon Survey                                    |
| 155318 - | 2006 AP18              | 5 de gener de 2006     | Anderson Mesa        | LONEOS                                                 |
| 155319 - | 2006 AC31              | 5 de gener de 2006     | Kitt Peak            | Spacewatch                                             |
| 155320 - | 2006 AC32              | 5 de gener de 2006     | Socorro              | LINEAR                                                 |
| 155321 - | 2006 AA55              | 5 de gener de 2006     | Kitt Peak            | Spacewatch                                             |
| 155322 - | 2006 AR56              | 7 de gener de 2006     | Mount Lemmon         | Mount Lemmon Survey                                    |
| 155323 - | 2006 AD70              | 6 de gener de 2006     | Kitt Peak            | Spacewatch                                             |
| 155324 - | 2006 AY81              | 5 de gener de 2006     | Socorro              | LINEAR                                                 |
| 155325 - | 2006 AG86              | 2 de gener de 2006     | Socorro              | LINEAR                                                 |
| 155326 - | 2006 AN97              | 6 de gener de 2006     | Socorro              | LINEAR                                                 |
| 155327 - | 2006 AV99              | 6 de gener de 2006     | Mount Lemmon         | Mount Lemmon Survey                                    |
| 155328 - | 2006 BG13              | 22 de gener de 2006    | Mount Lemmon         | Mount Lemmon Survey                                    |
| 155329 - | 2006 BJ43              | 23 de gener de 2006    | Kitt Peak            | Spacewatch                                             |
| 155330 - | 2006 BN61              | 22 de gener de 2006    | Catalina             | CSS                                                    |
| 155331 - | 2006 BD104             | 24 de gener de 2006    | Kitt Peak            | Spacewatch                                             |
| 155332 - | 2006 BA157             | 25 de gener de 2006    | Kitt Peak            | Spacewatch                                             |
| 155333 - | 2006 BK196             | 30 de gener de 2006    | Kitt Peak            | Spacewatch                                             |
| 155334 - | 2006 DZ169             | 27 de febrer de 2006   | Kitt Peak            | Spacewatch                                             |
| 155335 - | 2006 EV                | 4 de març de 2006      | Mount Lemmon         | Mount Lemmon Survey                                    |
| 155336 - | 2006 GA1               | 2 d'abril de 2006      | Kitt Peak            | Spacewatch                                             |
| 155337 - | 2006 KH89              | 29 de maig de 2006     | Mount Lemmon         | Mount Lemmon Survey                                    |
| 155338 - | 2006 MZ1               | 20 de juny de 2006     | Catalina             | CSS                                                    |
| 155339 - | 2006 RD83              | 15 de setembre de 2006 | Kitt Peak            | Spacewatch                                             |
| 155340 - | 2006 SK198             | 28 de setembre de 2006 | Catalina             | CSS                                                    |
| 155341 - | 2006 SA218             | 30 de setembre de 2006 | Siding Spring        | SSS                                                    |
| 155342 - | 2006 XD40              | 12 de desembre de 2006 | Mount Lemmon         | Mount Lemmon Survey                                    |
| 155343 - | 2006 YU6               | 20 de desembre de 2006 | Palomar              | NEAT                                                   |
| 155344 - | 2007 AP14              | 9 de gener de 2007     | Kitt Peak            | Spacewatch                                             |
| 155345 - | 2007 AR14              | 9 de gener de 2007     | Mount Lemmon         | Mount Lemmon Survey                                    |
| 155346 - | 2007 AH23              | 10 de gener de 2007    | Mount Lemmon         | Mount Lemmon Survey                                    |
| 155347 - | 2007 BU31              | 23 de gener de 2007    | Anderson Mesa        | LONEOS                                                 |
| 155348 - | 2007 BE44              | 24 de gener de 2007    | Catalina             | CSS                                                    |
| 155349 - | 2007 CL17              | 8 de febrer de 2007    | Mount Lemmon         | Mount Lemmon Survey                                    |
| 155350 - | 2007 CN21              | 6 de febrer de 2007    | Palomar              | NEAT                                                   |
| 155351 - | 2007 CY24              | 8 de febrer de 2007    | Catalina             | CSS                                                    |
| 155352 - | 2007 CA25              | 8 de febrer de 2007    | Catalina             | CSS                                                    |
| 155353 - | 2007 CM25              | 8 de febrer de 2007    | Kitt Peak            | Spacewatch                                             |
| 155354 - | 2007 CE27              | 9 de febrer de 2007    | Kitt Peak            | Spacewatch                                             |
| 155355 - | 2007 DU2               | 16 de febrer de 2007   | Catalina             | CSS                                                    |
| 155356 - | 2707 P-L               | 24 de setembre de 1960 | Palomar              | C. J. van Houten, I. van Houten-Groeneveld, T. Gehrels |
| 155357 - | 6096 P-L               | 24 de setembre de 1960 | Palomar              | C. J. van Houten, I. van Houten-Groeneveld, T. Gehrels |
| 155358 - | 6231 P-L               | 24 de setembre de 1960 | Palomar              | C. J. van Houten, I. van Houten-Groeneveld, T. Gehrels |
| 155359 - | 6292 P-L               | 24 de setembre de 1960 | Palomar              | C. J. van Houten, I. van Houten-Groeneveld, T. Gehrels |
| 155360 - | 1031 T-2               | 29 de setembre de 1973 | Palomar              | C. J. van Houten, I. van Houten-Groeneveld, T. Gehrels |
| 155361 - | 1096 T-2               | 29 de setembre de 1973 | Palomar              | C. J. van Houten, I. van Houten-Groeneveld, T. Gehrels |
| 155362 - | 3127 T-3               | 16 d'octubre de 1977   | Palomar              | C. J. van Houten, I. van Houten-Groeneveld, T. Gehrels |
| 155363 - | 3207 T-3               | 16 d'octubre de 1977   | Palomar              | C. J. van Houten, I. van Houten-Groeneveld, T. Gehrels |
| 155364 - | 3402 T-3               | 16 d'octubre de 1977   | Palomar              | C. J. van Houten, I. van Houten-Groeneveld, T. Gehrels |
| 155365 - | 4308 T-3               | 16 d'octubre de 1977   | Palomar              | C. J. van Houten, I. van Houten-Groeneveld, T. Gehrels |
| 155366 - | 4557 T-3               | 16 d'octubre de 1977   | Palomar              | C. J. van Houten, I. van Houten-Groeneveld, T. Gehrels |
| 155367 - | 5095 T-3               | 16 d'octubre de 1977   | Palomar              | C. J. van Houten, I. van Houten-Groeneveld, T. Gehrels |
| 155368 - | 5120 T-3               | 16 d'octubre de 1977   | Palomar              | C. J. van Houten, I. van Houten-Groeneveld, T. Gehrels |
| 155369 - | 1981 EH15              | 1 de març de 1981      | Siding Spring        | S. J. Bus                                              |
| 155370 - | 1988 TX                | 13 d'octubre de 1988   | Kushiro              | S. Ueda, H. Kaneda                                     |
| 155371 - | 1990 SB8               | 22 de setembre de 1990 | La Silla             | E. W. Elst                                             |
| 155372 - | 1991 TM15              | 6 d'octubre de 1991    | Palomar              | A. Lowe                                                |
| 155373 - | 1991 TV16              | 7 d'octubre de 1991    | Palomar              | A. Lowe                                                |
| 155374 - | 1991 VZ10              | 5 de novembre de 1991  | Kitt Peak            | Spacewatch                                             |
| 155375 - | 1992 DP3               | 26 de febrer de 1992   | Kitt Peak            | Spacewatch                                             |
| 155376 - | 1992 RL5               | 2 de setembre de 1992  | La Silla             | E. W. Elst                                             |
| 155377 - | 1992 SW9               | 27 de setembre de 1992 | Kitt Peak            | Spacewatch                                             |
| 155378 - | 1993 FF9               | 17 de març de 1993     | La Silla             | UESAC                                                  |
| 155379 - | 1993 FP50              | 19 de març de 1993     | La Silla             | UESAC                                                  |
| 155380 - | 1993 FU56              | 17 de març de 1993     | La Silla             | UESAC                                                  |
| 155381 - | 1993 FY64              | 21 de març de 1993     | La Silla             | UESAC                                                  |
| 155382 - | 1993 TZ15              | 9 d'octubre de 1993    | La Silla             | E. W. Elst                                             |
| 155383 - | 1993 TC18              | 9 d'octubre de 1993    | La Silla             | E. W. Elst                                             |
| 155384 - | 1993 TZ19              | 9 d'octubre de 1993    | La Silla             | E. W. Elst                                             |
| 155385 - | 1993 UO6               | 20 d'octubre de 1993   | La Silla             | E. W. Elst                                             |
| 155386 - | 1994 AF6               | 7 de gener de 1994     | Kitt Peak            | Spacewatch                                             |
| 155387 - | 1994 AC9               | 8 de gener de 1994     | Kitt Peak            | Spacewatch                                             |
| 155388 - | 1994 AR10              | 8 de gener de 1994     | Kitt Peak            | Spacewatch                                             |
| 155389 - | 1994 CY3               | 10 de febrer de 1994   | Kitt Peak            | Spacewatch                                             |
| 155390 - | 1994 PP29              | 12 d'agost de 1994     | La Silla             | E. W. Elst                                             |
| 155391 - | 1994 PG30              | 12 d'agost de 1994     | La Silla             | E. W. Elst                                             |
| 155392 - | 1994 SE3               | 28 de setembre de 1994 | Kitt Peak            | Spacewatch                                             |
| 155393 - | 1995 BN5               | 23 de gener de 1995    | Kitt Peak            | Spacewatch                                             |
| 155394 - | 1995 CQ6               | 1 de febrer de 1995    | Kitt Peak            | Spacewatch                                             |
| 155395 - | 1995 SA5               | 25 de setembre de 1995 | Ondřejov             | L. Šarounová                                           |
| 155396 - | 1995 SS14              | 18 de setembre de 1995 | Kitt Peak            | Spacewatch                                             |
| 155397 - | 1995 SA19              | 18 de setembre de 1995 | Kitt Peak            | Spacewatch                                             |
| 155398 - | 1995 SS31              | 21 de setembre de 1995 | Kitt Peak            | Spacewatch                                             |
| 155399 - | 1995 SB47              | 26 de setembre de 1995 | Kitt Peak            | Spacewatch                                             |
| 155400 - | 1995 UD1               | 21 d'octubre de 1995   | Kleť                 | Kleť                                                   |